# Amblypsilopus quadrimaculatus
Amblypsilopus quadrimaculatus är en tvåvingeart som först beskrevs av Octave Parent 1932.  Amblypsilopus quadrimaculatus ingår i släktet Amblypsilopus och familjen styltflugor. Inga underarter finns listade i Catalogue of Life.